# Ardloughnabrackbaddy
Ardloughnabrackbaddy är ett berg i republiken Irland. Det ligger i provinsen Ulster, i den norra delen av landet. Toppen på Ardloughnabrackbaddy är 603 meter över havet.
Terrängen runt Ardloughnabrackbaddy är huvudsakligen kuperad, men åt nordväst är den platt. Trakten runt Ardloughnabrackbaddy består i huvudsak av hed och på södra sidan finns skog.